# غوردون، حدود إسكتلندية
غوردون هي قرية في منطقة الحدود الاسكتلندية في اسكتلندا ، داخل مقاطعة بيروكشير Berwickshire التاريخية. تقع القرية على مفترق طرق A6105 إرلستون إلى بيرويك على طريق تويد وA6089 أدنبرة إلى طريق كيلسو . إنها على 6 ميل (10 كـم) شرق إيرلستون و 4 ميل (6 كـم) غرب جرينلاو .